# Chapelle Sainte-Marie de Magħtab
La chapelle Sainte-Marie est une chapelle catholique construite au XVIIIe siècle sur le site d'une ancienne église et située à Magħtab, à Malte.